# Clanculus pharaonius
Espèce
Clanculus pharaonius ou troque fraise est une espèce de mollusques gastéropodes marins.
C'est l'un des plus jolis trochidés que l'on puisse ramasser sur le sable. Ce coquillage rose_rouge est reconnaissable à ses motifs en petites perles alternées. Sa largeur maximum est de 2,5 cm.
Deux pigments porphyriniques, les uroporphyrines I et III sont responsables de la couleur rose-rouge de la coquille.

## Répartition
Cette espèce vit en mer Rouge et dans le golfe d'Oman ainsi que dans l'océan Indien.

## Philatélie
Ce coquillage figure sur une émission du Territoire français des Afars et des Issas de 1972 (valeur faciale : 4 F).